# 143 Adria
143 Adria este un asteroid din centura principală, descoperit pe 23 februarie 1875, de Johann Palisa.